# 동골라저빌
동골라저빌(Gerbillus dongolanus)은 황무지쥐아과에 속하는 설치류의 일종이다. 수단 북부 동골라에서 주로 발견된다. 큰이집트저빌과 같은 종으로 간주하기도 한다.